# Hassan Kachloul
Hassan Kachloul (arab. حسان كشلول, ur. 19 lutego 1973 w Agadirze) – piłkarz marokański grający na pozycji lewego pomocnika.

## Kariera klubowa
Kachloul urodził się w Agadirze, ale karierę piłkarską rozpoczął już będąc na emigracji we Francji. Jego pierwszym klubem był zespół FC Villefranche Beaujolais. Następnie przeszedł do drużyny tamtejszej Ligue 1, Nîmes Olympique. W 1992 roku zadebiutował w jego barwach w pierwszej lidze, ale w 1993 roku spadł z nim do drugiej ligi. Po spadku na zaplecze francuskiej ekstraklasy Nîmes nie zdołało walczyć o ponowny awans, a Marokańczyk spędził w tym zespole jeszcze dwa sezony łącznie zdobywając w nich 25 goli.
W 1995 roku Kachloul odszedł do FC Metz, jednak nie zdołał wywalczyć miejsca w tym pierwszoligowym klubie i został wypożyczony do grającego w Ligue 2, USL Dunkerque. Tam był podstawowym zawodnikiem i w 1996 roku wrócił do Metz, ale rozegrał tam tylko 7 spotkań. W 1997 roku został ponownie wypożyczony, tym razem do AS Saint-Étienne i w barwach ASSE wystąpił 16 razy.
20 października 1998 roku Kachloul przeszedł za 250 tysięcy funtów do angielskiego Southampton F.C. W zespole prowadzonym przez menedżera Dave’a Jonesa zadebiutował 21 listopada w wygranym 2:0 wyjazdowym meczu z Blackburn Rovers. W zespole „Świętych” częstwo występował w pierwszej jedenastce i już w pierwszym sezonie zdobył 5 bramek w Premiership. W sezonie 1999/2000 także zaliczył 5 trafień w lidze, a w kolejnym czterokrotnie pokonywał bramkarzy rywali.
W lipcu 2001 po zakończeniu kontraktu z Southampton Kachloul trafił na zasadzie wolnego transferu do Aston Villi, prowadzonej przez Johna Gregory’ego. Za jego kadencji był podstawowym zawodnikiem, a w „The Villans” swój pierwszy mecz zaliczył 18 sierpnia przeciwko Tottenhamowi Hotspur (0:0). W Aston Villi występował z rodakiem Mustaphą Hadjim. Jednak zarówno u kolejnych szkoleniowców Grahama Taylora i Davida O’Leary’ego nie miał miejsca w składzie i w 2003 roku został wypożyczony do beniaminka Premiership, Wolverhampton Wanderers. Po rozegraniu 3 meczów wrócił na krótko na Villa Park, a jesienią 2004 został zwolniony z klubu.
Przez pół sezonu Kachloul był wolnym zawodnikiem i w 2005 roku podpisał kontrakt ze szkockim Livingston F.C. Zdobył 2 gole i pomógł klubowi w utrzymaniu w Scottish Premier League. Pojawiły się jednak kontrowersje wokół jego transferu do Livingston, związane ze zbyt późnym podpisaniem kontraktu tuż po zamknięciu okna transferowego. Klub został za to ukarany grzywną 15 tysięcy funtów, a po sezonie Hassan odszedł z zespołu. Przebywał na testach w Derby County, ale ostatecznie nie znalazł sobie nowego klubu.
| Sezon   | Klub                         | Kraj    | Rozgrywki      | Mecze | Bramki |
| ------- | ---------------------------- | ------- | -------------- | ----- | ------ |
| 1992/93 | Nîmes Olympique              | Francja | Ligue 1        | 17    | 1      |
| 1993/94 | Nîmes Olympique              | Francja | Ligue 2        | 37    | 17     |
| 1994/95 | Nîmes Olympique              | Francja | Ligue 2        | 32    | 8      |
| 1995/96 | USL Dunkerque                | Francja | Ligue 2        | 28    | 6      |
| 1996/97 | FC Metz                      | Francja | Ligue 1        | 7     | 0      |
| 1997/98 | AS Saint-Étienne             | Francja | Ligue 1        | 16    | 0      |
| 1998/99 | Southampton F.C.             | Anglia  | Premiership    | 22    | 5      |
| 1999/00 | Southampton F.C.             | Anglia  | Premiership    | 32    | 5      |
| 2000/01 | Southampton F.C.             | Anglia  | Premiership    | 32    | 4      |
| 2001/02 | Aston Villa F.C.             | Anglia  | Premiership    | 22    | 2      |
| 2002/03 | Aston Villa F.C.             | Anglia  | Premiership    | 0     | 0      |
| 2003/04 | Wolverhampton Wanderers F.C. | Anglia  | Premiership    | 4     | 0      |
| 2004/05 | Livingston F.C.              | Szkocja | Premier League | 8     | 2      |

## Kariera reprezentacyjna
W reprezentacji Maroka Kachloul zadebiutował w 1994 roku. Niedługo po debiucie został powołany przez selekcjonera Abdellaha Blindę do kadry na Mistrzostwa Świata w USA. Na tym turnieju był rezerwowym i nie wystąpił w żadnym ze spotkań. W 2000 roku Hassan znalazł się w kadrze na Puchar Narodów Afryki 2000, jednak nie wyszedł z Marokiem z grupy. Do 2002 roku w kadrze narodowej rozegrał 12 spotkań.